# Kharkiv International 2008
Die Kharkiv International 2008 im Badminton fanden vom 21. bis zum 24. August 2008 in Charkiw statt.

## Sieger und Platzierte
| Disziplin    | Gold                          | Silber                                  | Bronze                                |
| ------------ | ----------------------------- | --------------------------------------- | ------------------------------------- |
| Herreneinzel | Dmytro Zavadsky               | Vladimir Malkov                         | Vitaliy Konov                         |
| Herreneinzel | Dmytro Zavadsky               | Vladimir Malkov                         | Valeriy Atrashchenkov                 |
| Dameneinzel  | Elena Prus                    | Mariya Diptan                           | Elena Komendrovskaja                  |
| Dameneinzel  | Elena Prus                    | Mariya Diptan                           | Natalya Voytsekh                      |
| Herrendoppel | Vitaliy Konov Dmytro Zavadsky | Gordey Kosenko Vladimir Malkov          | Valeriy Atrashchenkov Georgiy Natarov |
| Herrendoppel | Vitaliy Konov Dmytro Zavadsky | Gordey Kosenko Vladimir Malkov          | Dmitry Miznikov Nikolaj Nikolaenko    |
| Damendoppel  | Anna Kobceva Maria Nikolaenko | Alexandra Bardakova Viktoria Pogrebniak | Elena Prus Olga Pyvovarova            |
| Damendoppel  | Anna Kobceva Maria Nikolaenko | Alexandra Bardakova Viktoria Pogrebniak | Mariya Diptan Olena Mashchenko        |
| Mixed        | Dmytro Zavadsky Mariya Diptan | Dmitry Miznikov Elena Prus              | Vitaliy Konov Olena Mashchenko        |
| Mixed        | Dmytro Zavadsky Mariya Diptan | Dmitry Miznikov Elena Prus              | Vladimir Malkov Alina Abramovich      |